# Playa de El Tranquero
La playa de El Tranquero, se sitúa en la localidad de Albandi, en el concejo de Carreño, Asturias, España. Se enmarcan en las playas de la Costa Central asturiana y presenta un paisaje rodeado de acantilados de gran valor ecológico.

## Descripción
La playa no presenta ningún tipo de servicio y es muy poco frecuentada.
Presenta forma de concha, y está constituida por tres ensenadas de pequeño tamaño, de arena y con vegetación en la playa, que están contiguas y se unen en pleamar.
La playa es un excelente sitio para practicar el naturismo, la pesca submarina y la recreativa.